# 小行星4529
小行星4529（英語：4529 Webern）是一颗围绕太阳公转的小行星。1984年3月1日，愛德華·鮑威爾在可可尼诺县发现了此天体。
这颗小行星的绝对星等为8.29641等。